# 小池凜
小池凜（日语：／ Koike Rin，1993年2月11日— ），日本前年少偶像。於東京都出身。所屬事務所為「EBA」。她因為經常在作品中以身穿丁字褲的姿態登場，所以在媒体上被稱為「丁字褲小學生/初中生」。

## 生平
根據小池凜的攝影師會田我路的說法，他在拍攝小池的時候已得到她兩親的同意，而且自己也有對他們說明小池會在身穿丁字褲的情況下進行拍攝。
小池的寫真DVD《凜13歲 愛妹》（りん13歳　愛妹）在2006年11月24日面世，new-akiba.com形容這部作品為「過激」。
她在2007年2月23日推出由會田我路拍攝的寫真DVD《凜14歲～恶作剧》（りん14歳～悪戯）。這部作品推出不過一個月便因為《週刊文春》等媒體開始關注年少偶像產業，而停止發行。小池的寫真DVD《凜 小池凜》（りん 小池凛）在7月7日面世，她在這部作品中以身穿丁字褲及各類泳衣的姿態登場。次日，她在秋葉原出席了上述作品的發售紀念活動兼攝影會。她的寫真DVD《戀愛少女》（恋愛少女）在8月24日推出，這部作品為她在5月拍攝的。次月，她出席此作的發售紀念活動。10月5日，她推出《謝謝》一作。7日，她跟其他年少偶像以一起身穿丁字褲的姿態進行拍攝的寫真DVD《凜跟T的朋友！》（りんとTなお友達！）公開。11月，她跟齋藤朱莉共演的寫真DVD《凜&朱莉》（りん＆あかり）公開，她們兩人都在當中以身穿丁字褲的姿態登場。12月14日，她以身穿丁字褲等衣物的姿態進行拍攝的《少女帝》開售。

## 人物
小池喜歡跳舞，善於跳繩。她在出席《戀愛少女》的發售紀念活動時表示，自己的夢想就是成為伴舞者。

## 外部連結
- 官方网站 - EBA（日語）